# Artaria
Artaria és una editorial de música austríaca que va ser la primera editorial important de Viena. Fundada a Magúncia l'any 1765 inicialment com a llibreria i botiga de música pels cosins Carlo Timoteo (1747 – 1808) i Francisco Artaria (1744 – 1808), amb ajuda del llur oncle Giovanni Casimiro (1725 – 1797) amb el nom de Giovanni Artaria & Co., però aquesta empresa es va traslladar a Viena l'any 1766. Després del trasllat el 1771 va canviar el nom a Artaria & Comp.

## Història

### Antecedents

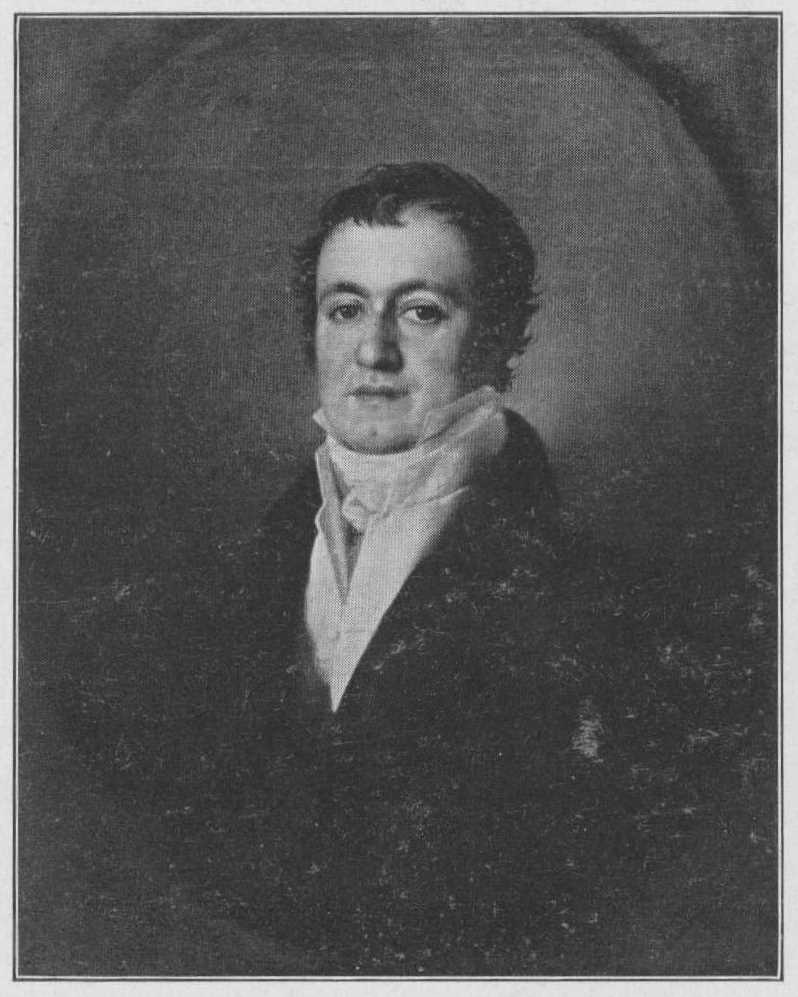
Retrat del comerciant d'art Domenico Artaria

La família Artaria és originària de Blevio, al llac de Como, Itàlia. El dia 15 de gener de 1759, els germans Cesare Timoteo (1706-1785), Domenico (i) (1715-1784) i Giovanni Casimiro Artaria (1725-1797) van obtenir passatges per visitar les fires de Frankfurt, Leipzig i Würzburg. Carlo (1747-1808), fill de Cesare Timoteo, i Francesco (1744-1808), fill de Domenico (i) els van acompanyar com giovini (assistents comercials). Cesare i Domenico (i) van tornar a Itàlia, mentre Carlo i Francesco, amb l'ajuda del seu oncle Giovanni Casimiro, van fundar la firma Giovanni Artaria & Co, a Magúncia el 1765. Malgrat això, l'any 1768 els cosins es van traslladar a Viena, on en un principi portaven a terme negocis en locals llogats. Segons el Wienerisches Diarium del 25 de juliol de 1770, Carlo era el propietari d'una botiga al carreró Kleine Dorotheergasse fins aquesta data, però més enllà, no es disposa de més proves. El 31 d'octubre de 1770, la botiga que més endavant es va conèixer com a «Zum König von Dänemark» es va obrir en un local que pertanyia a Josef Christoph von Zorn, un funcionari públic. La firma es deia Cugini Artaria, i el 1771 Artaria & Comp. La llicència concedida a Carlo Artaria data del 23 de febrer de 1770 i aquesta cobria només comerç amb gravats de coure. El 1774 es restableixen les connexions amb la firma de Magúncia i el negoci es va desenvolupar de forma tan favorable que el 28 de gener de 1775, la firma de Viena va ser capaç d'obrir una botiga pròpia a prop de la plaça del Kohlmarkt, que també portava el nom de «Zum König von Dänemark».

### Primers anys
Pasquale (1755-1786), fill de Giovanni Casimiro, va entrar al negoci com a successor del seu pare. Des del 19 d'octubre de 1776 va començar un negoci de partitures d'altres editorials. Va importarobres provinents de Londres, Amsterdam i, particularment de París. No s'ha conservat cap primer catàleg. Amb els nous tractes en el comerç de música impresa, també van desenvolupar plans per a crear una editorial musical. L'apogeu del període clàssic vienès va ser-ne el context estimulant. L'editor musical parisenc Anton Huberty va oferir un estímul a la part més de negocis de l'empresa, el parisenc venia les seves publicacions al mercat vienès des de 1770 a través de diversos llibrer, al començament de 1777 es va traslladar a Viena amb la seva família i hi va establir amb èxit a una botiga de gravat de música. Maluradament, no va obtenir una llicència exclusiva, la seva empresa va tenir una vida breu. Després d'aquest fracàs posteriorment, va treballar com a gravador a can Artaria. Els Artaria van aprofitar l'oportunitat per publicar una primera obra: sis trios per Paolo Bonaga el dia 12 d'agost de 1778 (els nombres de registre 1 i 2, com que eren treballs menors, van ser reassignats als quartets de Ignaz Pleyel, Op. 1). El primer catàleg musical de la firma conservat data del 1779.
El 1780, Ignazio Artaria (1757-1820), germà de Francesco, va ser nomenat soci en el negoci. Se li va concedir a Artaria & Comp. el privilegi d'impremta de deu anys el 28 de gener de 1782 pel Reichofsrat de l'Emperador Josep II: peces publicades en aquest període porten el senyal C.P.S.C.M. (cum privilegio Suae Caesarea Majestatis). Després de la mort de Pasquale Artaria el 1785, el germà d'Ignazio, Domenico (ii) (1765-1823), va esdevenir soci en el negoci. El mateix any la firma va configurar el seu propi taller de gravat musical, fent servir plaques d'estany. La firma es va expandir de forma ràpida a la fi de la dècada de 1780 amb l'adquisició de noves premses d'impressió. Un altre editor, Christoph Torricella, competidor al mercat vienès des del 31 de gener de 1781, va ser superat fàcilment i el 12 d'agost de 1786, Artaria va comprar 980 de les seves plaques de gravat en una subhasta pública juntament amb tots els seus drets de publicació.

### Primers èxits i divisió

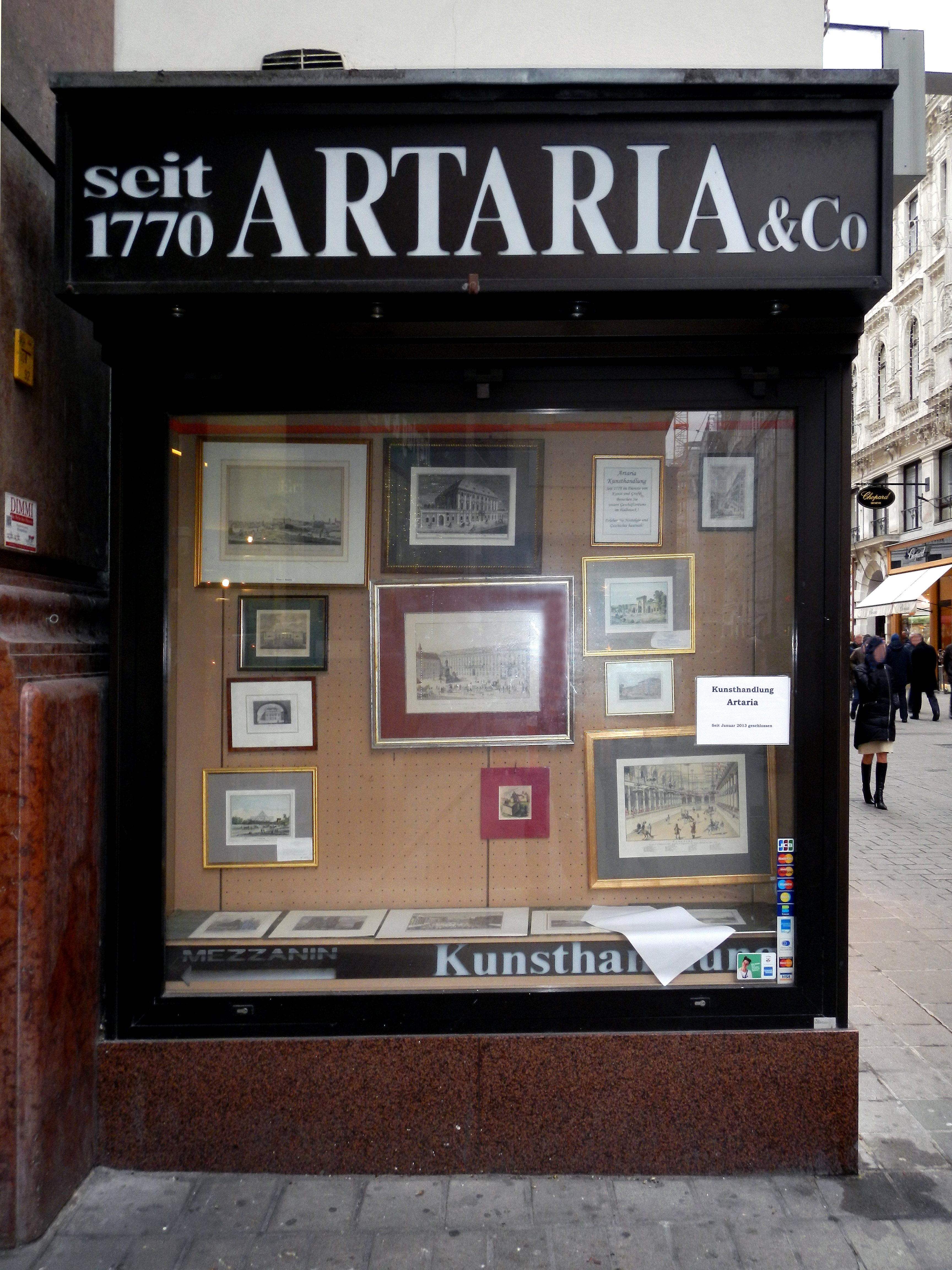
Vitrina de la botiga d'art Artaria & Co. al Kohlmarkt de Viena

El 1789, l'exitós negoci va ser transferit a la casa «Zum englischen Gruss», al Kohlmarkt. A principi de la dècada de 1790 la firma va començar a experimentar amb noves tècniques d'impressió, notablement el mètode à la pupée, un mètode d'impressió a color des d'una placa única multicolor. Van adquirir una nova premsa cilíndrica, dissenyada a Londres, amb l'objectiu de millorar la productivitat. Domenico (ii), amb el seu germà Giovanni Maria (1771-1835) portava la firma establerta a Magúncia, i va esdevenir soci el 1787. En resignar el 1793, va provocar la divisió final de la firma, fins aleshores coneguda com a «Artaria & Comp., Wien und Mainz». La branca de Magúncia va mudar cap a Mannheim i es va associar amb la firma de Fontaine per formar una llibreria d'art i una editorial que va existir fins a l'any 1867.
Giovanni Cappi (1765-1815), la seva germana Maria es va casar amb Carlo Artaria, va esdevenir aprenent de la firma el 1773, després empleat i finalment, va esdevenir soci el 1793. Un altre empleat, Tranquillo Mollo (1767-1837), de Bellinzona, també va esdevenir soci el 1793. Finalment, Pietro Cappi (fl c1790-1830), un nebot de Giovanni, va ser empleat per la firma. Durant aquests anys, es va incrementar el nombre de publicacions transferides des de l'editor Franz Anton Hoffmeister cap Artaria.
Entre els anys 1793 i 1798, la firma Artaria ja tenia cinc socis: Carlo, Francesco i Ignazio Artaria, així com Cappi i Mollo. Els anys de guerra i desacords en la firma van portar a una crisi que va durar fins a l'any 1804 i va tenir un efecte extremadament perjudicial per al negoci. Ignazio i Mollo van deixar Artaria el 1798, aquest primer va tornar a Itàlia mentre Mollo va establir la seva pròpia botiga i es va associar amb Domenico (iii) (1775-1842), fill de Francesco. Malgrat que Francesco i Carlo van signar un contracte de tres anys el 9 de març de 1801, una altra divisió va ser acordada dos mesos després quan el capital de Francesco va ser transferit a Domenico (iii). Carlo, que havia continuat com a únic propietari de la botiga Artaria & Co. al Kohlmarkt, va vendre les existències restants a Mollo el 27 d'agost de 1802. Posteriorment, Domenico (iii) es va traslladar al Kohlmarkt i durant un temps les dues botigues es van dirigir conjuntament, malgrat que cadascuna va mantenir comptes separats. La divisió final va tenir lloc el 1805, quan Pietro Cappi, el nebot de Giovanni, va esdevenir soci junior de Domenico (iii).
Pietro va estar a la firma fins a l'any 1816. De 1807 fins a 1824 Carlo Boldrona va ser un tercer soci. Sobre 1830, la firma va obrir una sala de subhastes. Després de la mort de Domenico (iii) el 5 de juny de 1842, el seu fill August (1807-1893), que havia entrat a la firma el 1833, va esdevenir-ne l'únic propietari.

### Normalització
Les publicacions musicals de la casa cada cop eren menys perquè hi havia nous editors que dominaven el mercat, en particular Haslinger, Diabelli i Mechetti. El febrer de 1858, el diari Wiener Zeitung va publicar l'últim anunci d'una publicació musical d'Artaria (encara que el Denkmäler der Tonkunst in Österreich porta la impremta d'Artaria entre 1894 i 1918). Els fills d'August, Karl August (1855-1919) i Dominik (1858-1936) van entrar a la firma en 1881 i 1890, respectivament, i després de la mort del seu pare en 1893, van esdevenir propietaris únics.
Al pas del segle xviii al segle xix gairebé no s'havien tingut en compte els drets d'autor dels compositors en les seves pròpies obres cada vegada més regulat i formulats. Artaria, comptant en aquest moment dels principals editors de música d'Europa, hi va exercir un paper important. Que això no va anar sense problemes, per exemple, a prolongades disputes de Beethoven amb Artaria en relació amb el quintet de cordes en Do major, Op. 29 clarament. Va acabar als tribunals i Beethoven va perdre el procés el 1805, després de la qual cosa es va rompre la col·laboració amb Artaria.
Mathias Artaria (1793-1835), fill de Domenico (ii), va treballar per a editorials musicals independentment de la firma familiar. Es va fer càrrec de la botiga d'art de Daniel Sprenger el 1818. La seva firma que va llençar algunes primeres edicions de Franz Schubert, va continuar després de la seva mort per la seva vídua.

## Publicacions
Les activitats de la firma Artaria van començar en el comerç de l'art i es van expandir cap a la geografia i la iconografia. En aquestes àrees va arribar a tenir importància a escala mundial, i el negoci de publicacions d'art i mapes es va continuar com una branca integral fins al segle xx. La botiga d'art oferia quadres, revistes d'art estrangeres, gravats, litògrafies, retrats contemporanis de gent famosa (de la seva pròpia premsa) i nombrosos paisatges. La casa Artaria va guanyar reconeixement internacional i es va establir com un focus cultural de la noblesa vienesa i les classes mitjanes-altes.

És en l'edició de partitures on la firma Artaria va destacar fortament, malgrat que els primers propietaris aparentment no tenien cap educació musical). Tan prompte com 1779 van establir contacte amb Joseph Haydn i el 12 d'abril de 1780 van publicar un conjunt de les seves sonates per a piano (hXVI:20, 35-9) amb el nombre de registre del catàleg propi no.7. Això va inaugurar una sèrie de més de tres-cents edicions de composicions de Haydn. El compositor i els Artaria compartien una càlida relació, que es reflecteix en la seva correspondència. La primera edició de Wolfgang Amadeus Mozart de la firma, consistent en les sis sonates per a violí i piano (k296 i k376-380), va aparèixer el 8 de desembre de 1781. Artaria posteriorment va esdevenir el principal editor de Mozart, llençant 83 primeres edicions i 36 edicions primerenques de la seva música abans de 1800, a més de les publicacions preses de Hoffmeister. El jove Beethoven, quan va arribar a Viena, també es va sentir atret per l'editorial Artaria. La seva primera obra publicada, un conjunt de variacions per a piano, va aparèixer el 31 de juliol de 1793, seguit per primeres edicions de les seves obres fins a op. 8. Malgrat els posteriors desacords, la firma va seguir rebent noves obres de Beethoven, i per 1858, les edicions de les seves obres –inclosos arranjaments i reimpressions- eren més de cent. Els nombrosos catàlegs que han arribat fins als nostres dies d'aquest primer període revelen molts altres noms famosos, inclosos Luigi Boccherini, Muzio Clementi, Willibald Gluck, Leopold Kozeluch, Ignaz Pleyel, Antonio Salieri i Johann Baptist Wanhal.

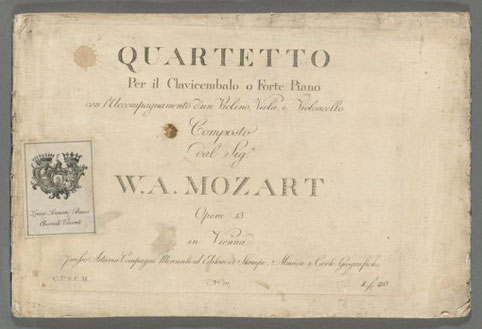
Primera edició del quartet per a piano núm.2 Kv. 493 de Wolfgang Amadeus Mozart

Una relació comercial única es va desenvolupar entre Artaria i el compositor i editor musical F.A. Hoffmeister, qui fins al final del segle, en diverses ocasions simplement va rendir part de les seves empreses editorials a Artaria. El 1802 tenien un catàleg de 906 obres, pràcticament totes obres de gran qualitat. Posteriorment va venir l'interregne de coproducció amb T. Mollo & Co., que engloba les publicacions núm. 907-1000 així com núm.1501-1692 i que va acabar el 25 d'agost de 1804. Els nombres 1001-1500 es van trobar al llibre principal de l'empresa, reservats per a una sèrie amb el títol Raccolta d'arie, però en realitat es van fer servir per publicar reduccions per piano d'òperes de moda i d'àries individuals (les peces van aparèixer entre 1787 i 1804 amb el nombre especial Raccolta, com es distingeix amb el nombre de registre, en el marge inferior esquerre). Mentre al principi feien servir diversos gravadors musicals independents, Artaria més tard va fer servir els seus propis gravadors i, a més, també va establir la seva pròpia premsa. Ferdinard Krauer es coneix per haver sigut empleat com lector de publicacions, i segons els seus propis registres, va portar a terme aquesta feina durant disset anys. A banda del seu ànim als compositors clàssics, la firma estava compromesa a un programa editorial exigent; una llista impressionant d'altres compositors, representada per nombroses obres incloïen Johann Baptist Cramer, Johann Nepomuk Hummel, Ignaz Moscheles, Gioachino Rossini i Johann Franz Xaver Sterkel (Franz Schubert, malgrat tot, va publicar només tres obres amb Artaria).
Cap a mitjan segle xix les activitats editorials van disminuir i van acceptar obres de menor qualitat. El 1858, sota August Artaria, l'editorial musical va tancar. El 1894 els actius restants es van vendre a l'editor musical vienès Josef Weinberger. La gran col·lecció d'autògrafs que la família havia acumulat durant els anys, per les activitats editorials i per les compres independents de Domenico Artaria (iii) es van cedir a la Preussische Staatsbibliothek, l'actual Deutsche Staatsbibliothek. Una gran porció de l'arxiu administratiu de la firma va ser adquirit per la biblioteca Stadt- und Landesbibliothek (actualment Wienbibliothek im Rathaus) l'any 1936.